# Antônio Maçanita
Antônio Maçanita (* 1981 in Lissabon) ist ein portugiesischer Winzer und Weinberater.

## Familie und Ausbildung
Sein Vater stammt von den Azoren, seine Mutter aus der Weinregion Alentejo. Er war Hochschullehrer und forschte auf dem Gebiet der Fotochemie, wobei er sich viele Jahre lang mit dem Verhalten von Anthocyanen beschäftigte, den Verbindungen, die dem Wein seine Farbe verleihen. Antônio hat zwei Schwestern. In Lissabon aufgewachsen, hat er sich nie als Lissaboner gefühlt, sondern stets zu den Azoren hingezogen gefühlt, die er regelmäßig in den Ferien zum Besuch bei den Großeltern aufgesucht hat. Seine Aufenthalte auf São Miguel förderten mit zahlreichen sportlichen Aktivitäten in seiner Jugend seine Beziehung zum Meer, sodass er sich bei seiner Berufswahl eigentlich für die Meeresbiologie entschieden hatte. Er machte dann aber bei seiner Immatrikulation einen Fehler und schrieb sich für landwirtschaftlich-industrielle Technik ein. Sein Studium der Agrarwissenschaften dauerte – mit Unterbrechungen – von 1997 bis 2002. Seine Abschlussarbeit schrieb er über Schwerkraft und mechanische Pumpen.
In seinem dritten Studienjahr traf er auf Professor Rogério de Castro (* 1947), Weinkommissär bei der Regionalen Landwirtschaftsdirektion Beira Litoral und einziger ordentlicher Professor für Weinbau in Portugal. Er ist zugleich einer der angesehensten Weinbauwissenschaftler Portugals und Weinproduzent in der Region Minho, in der hauptsächlich Vinho Verde angebaut wird. Er legte in ihm den Grundstein für seinen weiteren Werdegang, indem er „seine Passion für den Weinbau förderte“.
2001 legte Maçanita fünf Monate lang ein Praktikum im Napa Valley beim Merryvalle Vineyard in St. Helena, Kalifornien ab, nachdem er zuvor ein Weingut Vinhas da Relva auf São Miguel gekauft hatte. Im Merryvalle Vineyard lernte er Will Thomas und seinen Vater Charles kennen, die die ersten zwölf Jahrgänge des Opus One hergestellt hatten. 2002 war er Praktikant beim Rudd Estate in Oakville.
Eine Weinlese beim Weingut d’Arenberg in Südaustralien und seine Mitgliedschaft in der dortigen Rugby-Mannschaft eröffneten ihm die Möglichkeit, in Bordeaux Rugby zu spielen, und so lernte er 2003 die Arbeit im Château Lynch-Bages kennen, wo er die Erntezeit und den Jahreswechsel 2003/2004 verbrachte.
2004 begann auf Initiative von Maçantia die Zusammenarbeit mit dem 17 Jahre älteren David Booth, einem britischen Weinbauberater in Portugal. Zwar hatte er so die Möglichkeit, in viele Betriebe Einblick zu erlangen, doch fühlte er sich noch nicht in der Lage, selbst Empfehlungen für Booths Kunden abzugeben. Sie begannen, mit gekauftem Lesegut gemeinsam Wein zu produzieren, nicht in erster Linie für den Verkauf, sondern, um den Herstellungsprozess besser kennenzulernen. Bereits der erste Jahrgang gewann bei der International Wine Challenge die Trophäe für den besten Alentejo-Wein. Bis 2010 wurden die Abläufe kontinuierlich verbessert. Sie waren die Ersten, die einen Branco de Tintas im Alentejo herausbrachten.
Antônio ist mit Alexandra verheiratet, die in Paris Eventmarketing und Ökotourismus betrieben hat und jetzt Weinmarketing im Alentejo macht.

## Berufliche Entwicklung
2010 ging er auf São Miguel zurück. Sein erster Versuch der Weinproduktion im Jahr 2000 war an einem Unwetter gescheitert, nun begann er das Projekt mit Terrantez do Pico, den er als ersten weißen Amphorenwein in Portugal ausbaute. Weitere von ihm kultivierte Weine waren der Tinto de Castelão und der Baga ao Sol. 2015 war Maçanita bereits für 13 Weingüter in Portugal als Berater tätig.
Ebenfalls 2015 schloss Maçanita mit dem Eigentümer des Paço Morgado de Oliveira, einem mittelalterlicher Palast aus dem 14. Jahrhundert in Nossa Senhora da Graça do Divor, in Évora einen Vertrag, der es ihm ermöglichte, die vom Verfall bedrohte Bausubstanz und damit die Familientradition der Saldanhas auf eigene Kosten zu retten, dafür 85 % des Eigentums zu erwerben und die Räume zur Produktion von Wein zu nutzen. Das Anwesen von 1306 ist in die Liste der Kulturgüter der Provinz eingetragen. Es war ungenutzt und baufällig, und seine Restaurierung sollte etwa 1,5 Millionen Euro kosten, während der Erwerb mit 200.000 Euro angegeben war. An den Restaurierungsarbeiten war ein Team von Fachleuten aus den Bereichen Geschichte, Kunst und Archäologie beteiligt, denn sie umfassten die Restaurierung der Fresken im Inneren der Kapelle und des alten Kelterraums aus dem 14. Jahrhundert.
Mit dem Jahrgang 2017 stellte er dort seinen ersten Wein her. „Der ‚Versuchskeller‘ ist auch der Ort, wo António seinen Ideen und Träumen freien Lauf lässt.“ Zudem entstand ein Neubau, der vollständig mit Kork verkleidet ist und in dem die Rotweinproduktion stattfindet, während in dem historischen Keller die Weißweine entstehen. Die Rebfläche von 20 Hektar ist teilweise mit mehr als 50-jährigen Reben bestockt. Diese sind Tinta Carvalha, Alicante Branco, Moreto und Trincadeira das Pratas.
2023 erwirtschaftete das Unternehmen einen Umsatz von 4,3 Millionen Euro, davon 3,2 Millionen Euro an Zwischenhändler und 100.000 Euro an Endkunden. Darüber hinaus ist der Weintourismus seit 2021 zu einer Aktivität von großer Bedeutung für den Umsatz von Fitapreta geworden, der sich im letzten Jahr auf rund 750 000 Euro belief.